# Eßmühler Bach
Der Eßmühler Bach ist ein ungefähr zwei Kilometer langer Bach, der in die Westernach mündet, die in diesem Bereich auch Katzbruierbach genannt wird. Über die Westernach ist der Bach ein indirekter Nebenfluss der Mindel. Der Eßmühler Bach entspringt in dem Weiler Bittenau und durchfließt nach einem Kilometer den Weiler Eßmühle. Beide Orte gehören zu der im Landkreis Unterallgäu liegenden Gemeinde Unteregg. Der Bach mündet auf 671 Meter über NN in den Katzbruierbach, der von da an Westernach heißt. Der Höhenunterschied zwischen der Quelle und der Mündung beträgt 40 Meter. Bedeutende Bauwerke entlang des Eßmühler Bachs sind die Mühle in Eßmühle und die Grotte in Köngetried.

## Galerie

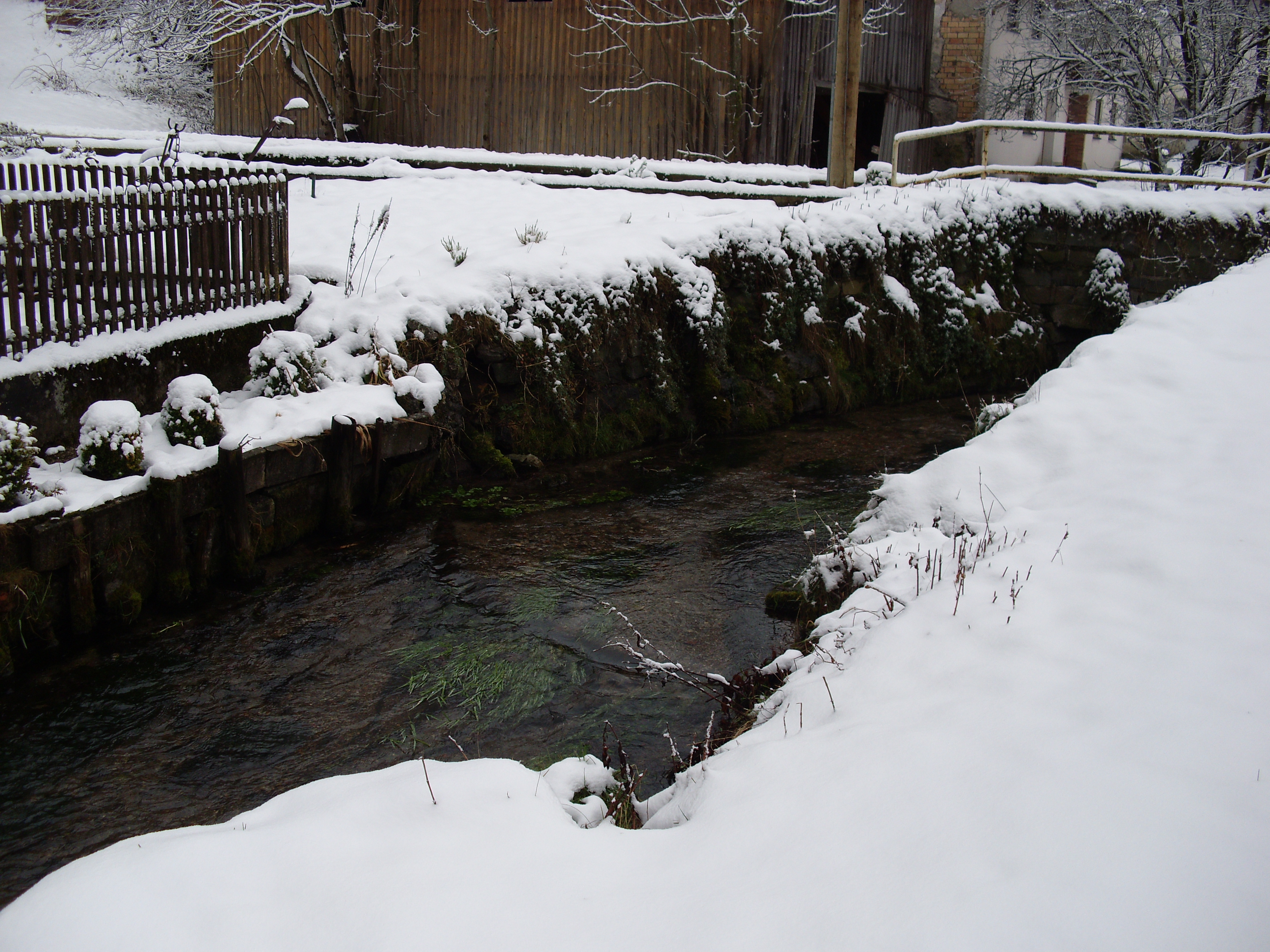
Eßmühler Bach in Eßmühle
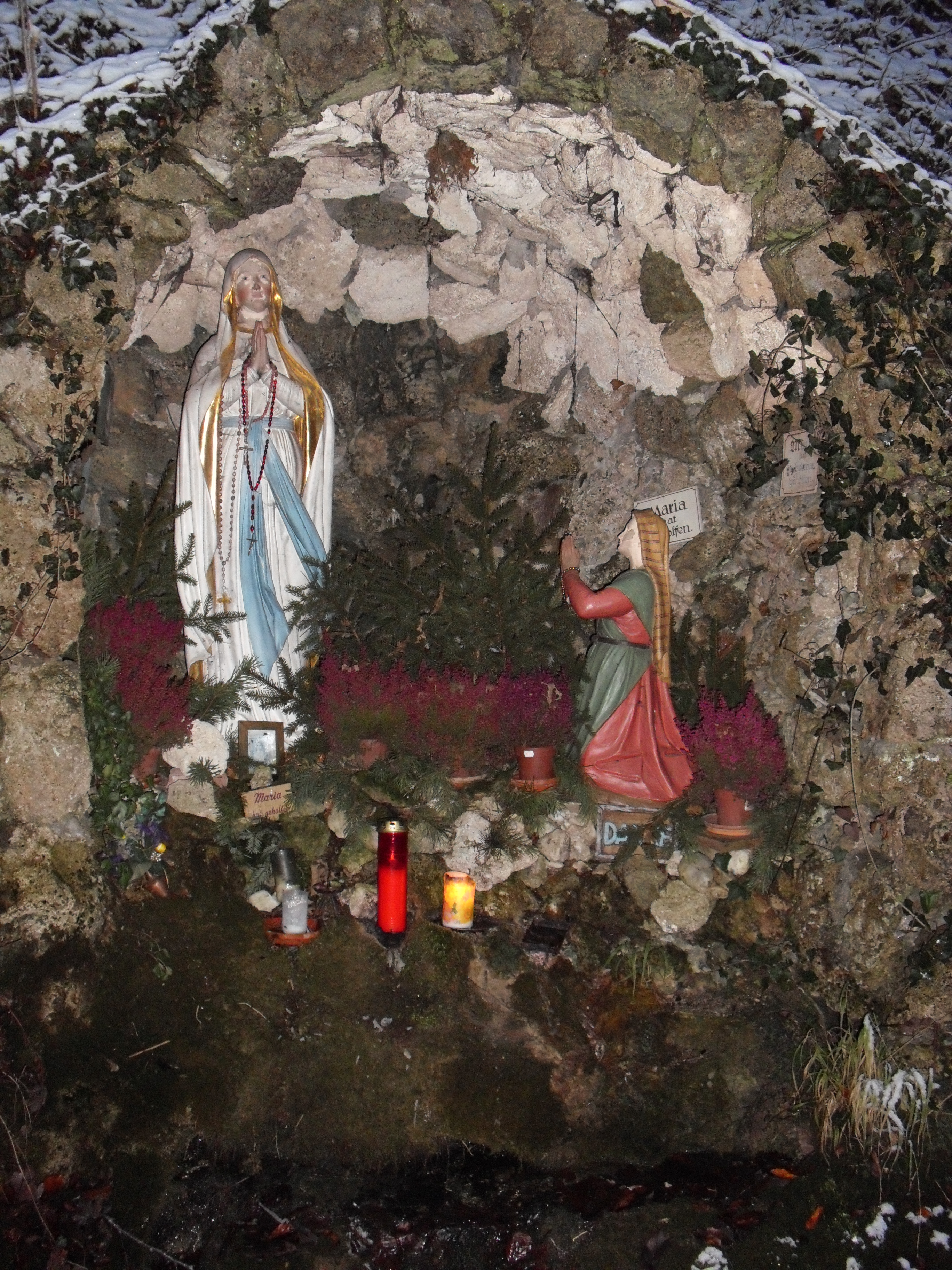
Grotte am Verlauf des Baches
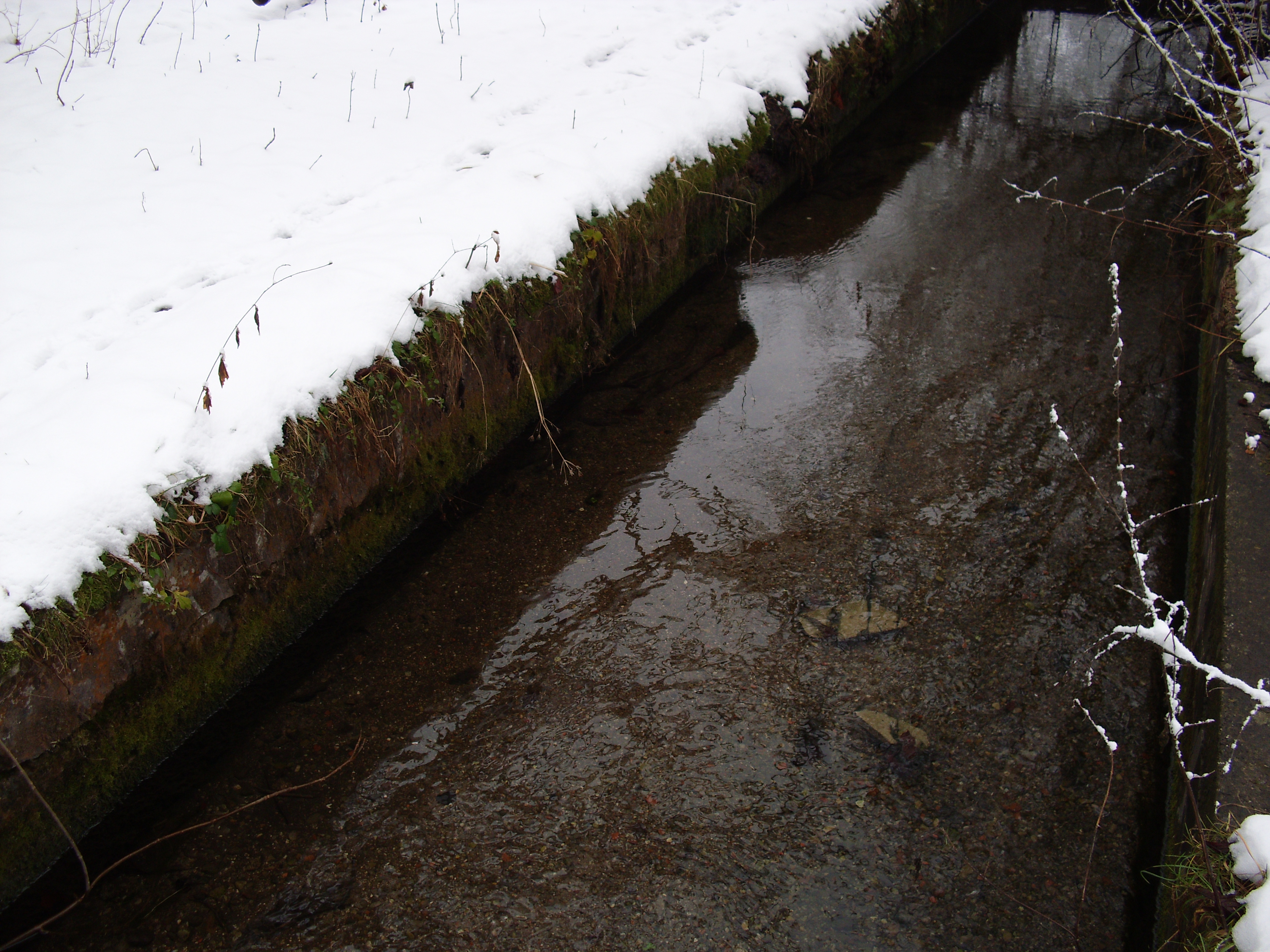
Künstlich angelegter Teil des Baches